# Кукурузный пояс
Кукурузный пояс США (англ. The Corn Belt) — область на Среднем Западе Соединенных Штатов, где традиционно, ещё с середины XIX века, ведущей сельскохозяйственной культурой была кукуруза. 
Распространению этой культуры в регионе способствовали подходящие географические условия. Почвы кукурузного пояса твердые, плодородные и богатые органическим веществом и азотом. Теплые ночи, жаркие дни и хорошее распределение осадков в течение вегетационного периода создает идеальные условия для культивирования кукурузы.
К 1950 году 99 % выращенной в этом регионе кукурузы являлись гибридными сортами. Большая часть выращенной кукурузы идет на корм скоту, в особенности свиньям и домашней птице. США собирает 40 % мирового урожая кукурузы. Географические границы региона неоднозначны. Чаще всего в него включают штаты Айова, Иллинойс, Индиана, Мичиган, восточные регионы Небраски и Канзаса, Миннесоту и север штата Миссури.